# Dancing with the Stars (Vlaanderen seizoen 1)
Het eerste seizoen van Dancing with the Stars begon op 19 oktober 2018 op VIER. Negen bekende Vlamingen werden gekoppeld aan negen professionele dansers. Gert Verhulst en Jani Kazaltzis waren de presentatoren van dit seizoen. Michel Froget, Leah Thys, Joanna Leunis en Jan Kooijman zaten in de jury. De koppels werden backstage geïnterviewd door Bab Buelens.
In totaal telde de show acht afleveringen. James Cooke won de finale op 7 december 2018 ondanks de slechtere jurycijfers tegenover die van Katrin Kerkhofs en Leen Dendievel.

## Koppels
| Kandidaat           | Beroep                        | Professionele partner | Resultaat                                       |
| ------------------- | ----------------------------- | --------------------- | ----------------------------------------------- |
| James Cooke         | (Musical)acteur / presentator | Björk Gunnarsdóttir   | 1e Met een Weense wals en 2 freestyles          |
| Katrin Kerkhofs     | Presentatrice                 | Nick Kocken           | 2e Met een jive, een freestyle en een chachacha |
| Leen Dendievel      | Actrice                       | Andrei Mangra         | 3e Met een quickstep en een freestyle           |
| Ian Thomas          | Zanger                        | Natascha Dejong       | 4e Met een chachacha en een Weense wals         |
| Karen Damen         | Zangeres                      | Frank Zegels          | 5e Met modern                                   |
| Élodie Ouédraogo    | Ex-atlete / presentatrice     | Sander Bos            | 6e Met een paso doble                           |
| Fabrizio Tzinaridis | Verleider Temptation Island   | Margot Weeda          | 7e Met een rumba                                |
| Peter Van Asbroeck  | Acteur / presentator          | Laura Zegels Jottay   | 8e Met een Broadway Jazz                        |
| Sien Eggers         | Actrice                       | Rob Haveneers         | 9e Met een tango                                |

## Afleveringen

### Aflevering 1
Kijkcijfers: 430.384 kijkers 
| Koppel            | Jurypunten   | Dansstijl         | Muziek                                           | Resultaat              |
| ----------------- | ------------ | ----------------- | ------------------------------------------------ | ---------------------- |
| Kat & Nick        | 6-5-7-7 (25) | Samba             | Mi Gente — J Balvin Ft. Willy William            | Uitgestelde beslissing |
| Fabrizio & Margot | 5-4-4-5 (18) | Paso doble        | Black Skinhead — Kanye West                      | Uitgestelde beslissing |
| Ian & Natascha    | 6-6-5-7 (24) | Freestyle         | Finesse — Bruno Mars                             | Uitgestelde beslissing |
| Leen & Andrei     | 5-5-5-5 (20) | Jive              | What I Like About You — Lillix                   | Uitgestelde beslissing |
| Sien & Rob        | 4-3-3-5 (15) | American Smooth   | Gangsta's Paradise — Cover door Adele Anderson   | Uitgestelde beslissing |
| James & Björk     | 7-7-4-6 (24) | Chachacha         | Beautiful People — Chris Brown Ft. Benny Benassi | Uitgestelde beslissing |
| Élodie & Sander   | nvt          | Rumba             | Onbekend                                         | Blessure               |
| Peter & Laura     | 4-5-5-5 (19) | Weense wals       | Dive — Ed Sheeran                                | Uitgestelde beslissing |
| Karen & Frank     | 6-5-6-6 (23) | Argentijnse tango | The Arena — Lindsey Stirling                     | Uitgestelde beslissing |

### Aflevering 2
Kijkcijfers: 375.792 kijkers
| Koppel            | Jurypunten   | Dansstijl    | Muziek                                            | Resultaat    |
| ----------------- | ------------ | ------------ | ------------------------------------------------- | ------------ |
| Élodie & Sander   | 6-6-6-7 (25) | Quickstep    | Sax — Fleur East                                  | Veilig       |
| Ian & Natascha    | 7-7-6-7 (27) | Rumba        | Kom Maar Bij Mij — Cover door Trijntje Oosterhuis | Veilig       |
| Leen & Andrei     | 5-6-7-6 (24) | Freestyle    | Swish Swish — Katy Perry Ft. Nicki Minaj          | Veilig       |
| Karen & Frank     | 6-7-7-7 (27) | Chachacha    | Hush Hush; Hush Hush — Pussycat Dolls             | Veilig       |
| Kat & Nick        | 6-7-8-8 (29) | Engelse wals | Amar Pelos Dois — Salvador Sobral                 | Veilig       |
| Peter & Laura     | 5-6-6-5 (22) | Jive         | Don't Stop Me Now — Queen                         | Veilig       |
| Fabrizio & Margot | 6-5-4-6 (21) | Samba        | Shake That — Samantha Jade Ft. Pitbull            | Veilig       |
| Sien & Rob        | 4-5-3-5 (17) | Tango        | Sweet Dreams — Cover door Escala                  | Geëlimineerd |
| James & Björk     | 7-8-8-8 (31) | Modern       | Sweet Disposition — The Temper Trap               | Veilig       |

### Aflevering 3 (Halloween Special)
Kijkcijfers: 406.902 kijkers
| Koppel            | Jurypunten   | Dansstijl         | Muziek                                              | Resultaat    |
| ----------------- | ------------ | ----------------- | --------------------------------------------------- | ------------ |
| Ian & Natascha    | 6-7-6-7 (26) | Jive              | Feel It Still — Portugal. The Man                   | Veilig       |
| Peter & Laura     | 5-5-3-5 (18) | Broadway Jazz     | Despacito — Cover door Tony DeSare & Mandy Gonzalez | Geëlimineerd |
| Karen & Frank     | 6-7-7-8 (28) | Weense wals       | You Don't Own Me — Grace Ft. G-Eazy                 | Veilig       |
| Élodie & Sander   | 6-7-6-6 (25) | Freestyle         | The Monster — Eminem Ft. Rihanna                    | Veilig       |
| Fabrizio & Margot | 7-6-7-7 (27) | Modern            | Came Here For Love — Sigala Ft. Ella Eyre           | Veilig       |
| James & Björk     | 7-8-6-7 (28) | Argentijnse tango | Toxic — Cover door 2WEI                             | Veilig       |
| Leen & Andrei     | 5-6-6-5 (22) | Rumba             | The Sound Of Silence — Disturbed                    | Veilig       |
| Kat & Nick        | 7-8-6-8 (29) | Paso doble        | Carmen — Cover door Stromae                         | Veilig       |

### Aflevering 4 (Flashback Special)
Kijkcijfers: 445.032 kijkers
| Koppel            | Jurypunten    | Dansstijl         | Muziek                                                   | Resultaat    |
| ----------------- | ------------- | ----------------- | -------------------------------------------------------- | ------------ |
| James & Björk     | 6-7-7-6 (26)  | Quickstep         | Freedom — Pharrell Williams                              | Veilig       |
| Élodie & Sander   | 6-7-6-7 (26)  | Weense wals       | Powerful — Major Lazer Ft. Ellie Goulding & Tarrus Riley | Veilig       |
| Fabrizio & Margot | 6-7-6-6 (25)  | Rumba             | Human — Rag'n'Bone Man                                   | Geëlimineerd |
| Kat & Nick        | 7-8-8-8 (31)  | Chachacha         | Get Up Offa That Thing — James Brown                     | Veilig       |
| Leen & Andrei     | 7-8-7-7 (29)  | Argentijnse tango | Niet Meer Alleen Zijn — Cover door Udo                   | Veilig       |
| Karen & Frank     | 5-5-6-6 (22)  | Freestyle         | When Will I Be Famous? — Bros                            | Veilig       |
| Ian & Natascha    | 8-9-9-10 (36) | Modern            | Alive — Sia                                              | Veilig       |

### Aflevering 5 (Latin Night)
Kijkcijfers: 464.994 kijkers
| Koppel          | Jurypunten   | Dansstijl         | Muziek                                 | Resultaat    |
| --------------- | ------------ | ----------------- | -------------------------------------- | ------------ |
| Leen & Andrei   | 6-8-6-7 (27) | Samba             | Drop A Little — Natalia                | Veilig       |
| Élodie & Sander | 6-7-7-6 (26) | Paso doble        | Natural — Imagine Dragons              | Geëlimineerd |
| Ian & Natascha  | 6-7-6-7 (26) | Salsa             | Uptown Funk — Cover door Brian Safdie  | Veilig       |
| Kat & Nick      | 8-9-9-9 (35) | Argentijnse tango | Por Una Cabeza — Carlos Gardel         | Veilig       |
| James & Björk   | 7-9-8-8 (32) | Samba             | Everything I Can't Have — Robin Thicke | Veilig       |
| Karen & Frank   | 7-8-8-7 (30) | Rumba             | One — U2 Ft. Mary J. Blige             | Veilig       |

### Aflevering 6 (Friends & Family Special)
Kijkcijfers: 424.246 kijkers
| Koppel                                                              | Jurypunten   | Dansstijl          | Muziek                                                    | Resultaat                                                 |
| ------------------------------------------------------------------- | ------------ | ------------------ | --------------------------------------------------------- | --------------------------------------------------------- |
| Leen & Andrei                                                       | 7-8-7-7 (29) | Weense wals        | Lost — Anouk                                              | Veilig                                                    |
| Kat & Nick                                                          | 8-9-8-8 (33) | Rumba              | Tale As Old As Time — uit Beauty and the Beast            | Veilig                                                    |
| James & Björk                                                       | 7-9-8-7 (31) | Freestyle          | Nutbush City Limits — Tina Turner                         | Veilig                                                    |
| Karen & Frank                                                       | 7-7-9-6 (29) | Modern             | Something Just Like This — Coldplay Ft. The Chainsmokers  | Geëlimineerd                                              |
| Ian & Natascha                                                      | 6-7-8-8 (29) | Argentijnse tango  | Roxanne — uit Moulin Rouge!                               | Veilig                                                    |
| Karen & Frank Leen & Andrei James & Björk Ian & Natascha Kat & Nick | 2 4 6 8 10   | Chachacha Marathon | Give Me Your Love — Sigala Ft. John Newman & Nile Rodgers | Give Me Your Love — Sigala Ft. John Newman & Nile Rodgers |

### Aflevering 7 (Halve finale & Hollywood week)
Kijkcijfers: 474.358 kijkers
| Koppel         | Jurypunten    | Dansstijl   | Muziek                                               | Resultaat    |
| -------------- | ------------- | ----------- | ---------------------------------------------------- | ------------ |
| Kat & Nick     | 7-8-9-8 (32)  | Quickstep   | Another Day Of Sun — uit La La Land                  | Veilig       |
| Kat & Nick     | 8-8-9-8 (33)  | Modern      | Never Enough — uit The Greatest Showman              | Veilig       |
| Leen & Andrei  | 9-10-9-9 (37) | Modern      | It Must Have Been Love — uit Pretty Woman            | Veilig       |
| Leen & Andrei  | 8-9-8-7 (32)  | Chachacha   | Get The Party Started — Shirley Bassey               | Veilig       |
| Ian & Natascha | 7-8-8-9 (32)  | Chachacha   | Can't Stop The Feeling — uit Trolls                  | Geëlimineerd |
| Ian & Natascha | 7-7-7-9 (30)  | Weense wals | Fall On Me — uit The Nutcracker and the Four Realms  | Geëlimineerd |
| James & Björk  | 8-9-8-7 (32)  | Rumba       | I See Fire — uit The Hobbit: The Desolation of Smaug | Veilig       |
| James & Björk  | 8-10-9-8 (35) | Paso doble  | Run Boy Run — uit Maze Runner: The Scorch Trials     | Veilig       |

### Aflevering 8 (Finale deel 1)
Kijkcijfers: 463.389 kijkers
| Koppel        | Jurypunten (❃)  | Dansstijl   | Muziek                                     | Resultaat              |
| ------------- | --------------- | ----------- | ------------------------------------------ | ---------------------- |
| Leen & Andrei | 9-10-9-9 (37)   | Quickstep   | That Man — Caro Emerald                    | 3e plaats              |
| Leen & Andrei | 9-10-10-8 (37)  | Freestyle   | They Don't Care About Us — Michael Jackson | 3e plaats              |
| James & Björk | 10-9-9-8 (36)   | Weense Wals | Feeling Good — Avicii                      | Uitgestelde Beslissing |
| James & Björk | 9-10-9-9 (37)   | Freestyle   | What About Us — P!nk                       | Uitgestelde Beslissing |
| Kat & Nick    | 9-9-10-10 (38)  | Jive        | Tough Lover — Christina Aguilera           | Uitgestelde Beslissing |
| Kat & Nick    | 8-10-10-10 (38) | Freestyle   | Dernière Danse — Indila                    | Uitgestelde Beslissing |

### Aflevering 8 (Finale deel 2)
| Koppel        | Jurypunten (❃)  | Dansstijl | Muziek                               | Resultaat |
| ------------- | --------------- | --------- | ------------------------------------ | --------- |
| James & Björk | Geen jurypunten | Freestyle | Nutbush City Limits — Tina Turner    | Winnaar   |
| Kat & Nick    | Geen jurypunten | Chachacha | Get Up Offa That Thing — James Brown | 2e plaats |

❃ In de finale tellen de punten van de jury niet mee, alleen de kijker beslist de winnaar.

## Jurypunten
| deelnemer | afl 1    | afl 2 | afl 3 | afl 4 | afl 5 | afl 6      | afl 7      | afl 8      | TOTAAL | gemiddelde (❃) |
| --------- | -------- | ----- | ----- | ----- | ----- | ---------- | ---------- | ---------- | ------ | -------------- |
| James     | 24       | 31    | 28    | 26    | 32    | 31+6 (37)  | 32+35 (67) | 36+37 (73) | 318    | 31,80          |
| Kat       | 25       | 29    | 29    | 31    | 35    | 33+10 (43) | 32+33 (65) | 38+38 (76) | 333    | 33,30          |
| Leen      | 20       | 24    | 22    | 29    | 27    | 29+4 (33)  | 37+32 (69) | 37+37 (74) | 298    | 29,80          |
| Ian       | 24       | 27    | 26    | 36    | 26    | 29+8 (37)  | 32+30 (62) |            | 238    | 29,75          |
| Karen     | 23       | 27    | 28    | 22    | 30    | 29+2 (31)  |            |            | 161    | 26,83          |
| Élodie    | Blessure | 25    | 25    | 26    | 26    |            |            |            | 102    | 25,5           |
| Fabrizio  | 18       | 21    | 27    | 25    |       |            |            |            | 91     | 22,75          |
| Peter     | 19       | 22    | 18    |       |       |            |            |            | 59     | 19,67          |
| Sien      | 15       | 17    |       |       |       |            |            |            | 32     | 16             |

❃ Dit zijn de gemiddelden per dans, alleen de Chachacha Marathon werd bij de gewone dans opgeteld.